# Sokółka
Sokółka (udtale:[sɔˈkuu̯ka], hviderussisk: Саку́лка, yiddish: סאקאלקע, romaniseret: Sokolke)  er en by  i den østlige del af voivodskabet Podlaskie i det nordøstlige Polen,  med   17.616(2021)  indbyggere og et areal på 18,93 km².  Den  er administrationsby i powiatet (amt) Sokółka. Det er et travlt jernbaneknudepunkt beliggende på den internationale Warszawa–Białystok–Grodno linje, med yderligere forbindelser, der går til Suwałki og Litauens grænse.

## Historie
Bosættelsen blev grundlagt som en kongelig landsby beliggende på ruten, der forbinder Knyszyn og Grodno. Sokółka blev tildelt byrettigheder af kong Sigismund 3. Vasa i 1609.
Byens udformning, med dens centrale plads tilskrives starost Antoni Tyzenhauz.
I Polens tredje deling, i 1795, blev byen annekteret af Kongeriget Preussen, og i 1807 overgik den til Polens russiske del. I 1861 kom Walery Wróblewski til Sokółka og grundlagde en hemmelig organisation som forberedelse til en polsk opstand, som brød ud i 1863. 
Han var en af hovedorganisatorene af januaropstanden i territoriet mellem Białystok og Grodno. Han organiserede en oprørsenhed og kommanderede i mange kampe i regionen, og blev til sidst en af de ledere af opstanden for hele Białystok- og Grodno-regionerne. Sokółka var et af stederne for russiske henrettelser af polske oprørere under januar-opstanden. 
I 1873 var Sokolka fødestedet for Alexander Bogdanov, polymat og revolutionær, som var en seriøs rival til Lenin om ledelse af det bolsjevikiske parti i dets første år.
I 1918, efter Første Verdenskrig,  genvandt Polen uafhængighed og kontrol over byen.